# Phyllomacromia monoceros
Phyllomacromia monoceros é uma espécie de libelinha da família Corduliidae.
Pode ser encontrada nos seguintes países: República Democrática do Congo, Quénia, Malawi, Moçambique, Somália, África do Sul, Tanzânia, Uganda, Zâmbia, Zimbabwe, possivelmente Burundi e possivelmente em Serra Leoa.
Os seus habitats naturais são: florestas subtropicais ou tropicais húmidas de baixa altitude, matagal árido tropical ou subtropical, matagal húmido tropical ou subtropical, matagal tropical ou subtropical de alta altitude e rios.